# Apocheiridium ferumoides
Espèce
Apocheiridium ferumoides est une espèce de pseudoscorpions de la famille des Cheiridiidae.

## Distribution
Cette espèce est endémique des États-Unis. Elle se rencontre en Californie, en Oregon et en Utah.

## Description
Le mâle holotype mesure 1,38 mm et la femelle paratype 1,57 mm.

## Publication originale
- Chamberlin, 1924 : The Cheiridiinae of North America (Arachnida - Pseudoscorpionida). Pan-Pacific Entomologist, vol. 1, p. 32-40 (texte intégral).